# 雪莉 (加利福尼亞州金斯縣)
雪莉（英語：Shirley）是位於美國加利福尼亞州金斯縣的一個非建制地區。該地的面積和人口皆未知。

## 地理
雪莉的座標為36°23′55″N 119°39′51″W / 36.39861°N 119.66417°W，而該地的平均海拔高度為79米（即259英尺）。